# Dorfkirche Radekow

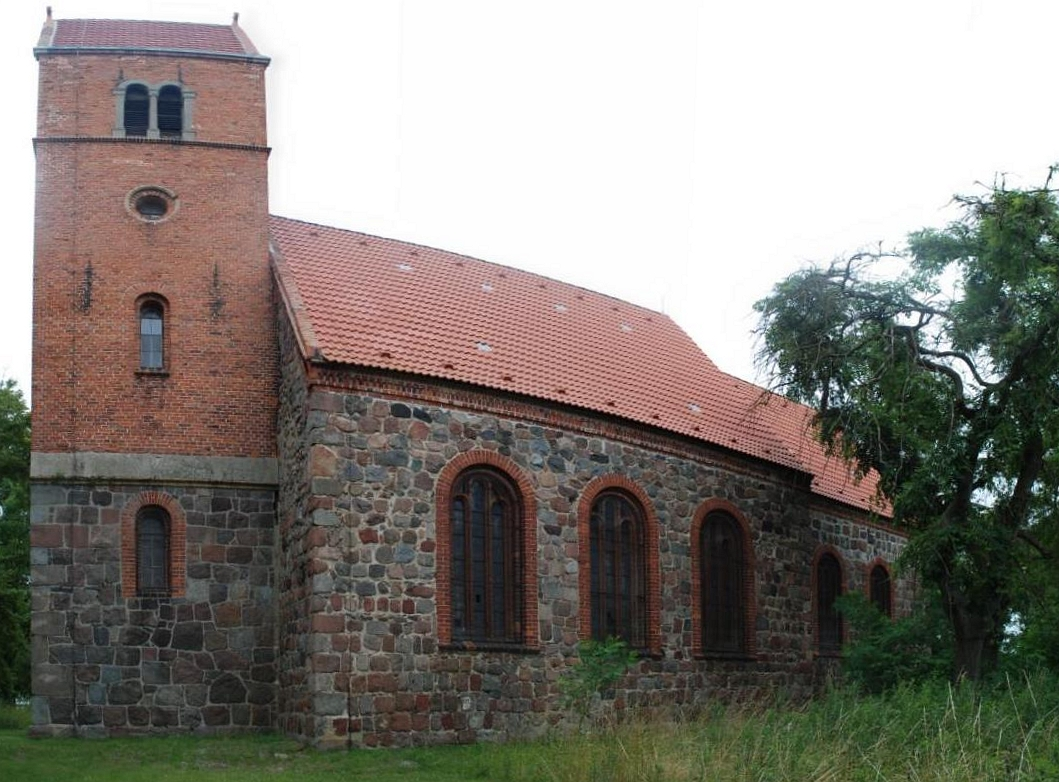
Dorfkirche Radekow

Die evangelische, denkmalgeschützte Dorfkirche Radekow steht in Radekow, einem Ortsteil der Gemeinde Mescherin im Landkreis Uckermark in Brandenburg. Die Kirche gehört zum Pfarramt Gartz/Oder in der Propstei Pasewalk der Evangelisch-Lutherischen Kirche in Norddeutschland.

## Beschreibung
Die Feldsteinkirche aus einem Langhaus und einem eingezogenen Chor im Osten, die beide mit Satteldächern bedeckt sind, wurde in der zweiten Hälfte des 13. Jahrhunderts erbaut. 1857/58 wurden nach einem Entwurf von Friedrich August Stüler der Kirchturm im Westen mit Backsteinen aufgestockt und eine Apsis im Osten ergänzt. Der längs mit einem Satteldach bedeckte Kirchturm beherbergt im obersten Geschoss hinter den als Biforien gestalteten Klangarkaden den Glockenstuhl.
Im Innenraum, der mit einer Flachdecke überspannt ist, wurden das Langhaus und der Chor durch einen rundbogigen Triumphbogen verbunden. 1958 wurde er durch Wände zwischen Langhaus und Chor sowie Chor und Apsis entstellt.